# Visano
Visano ist eine norditalienische Gemeinde (comune) mit 1976 Einwohnern (Stand: 31. Dezember 2023) in der Provinz Brescia in der Region
Lombardei. Schutzpatrone des Ortes sind der hl. Peter und der hl. Paul.

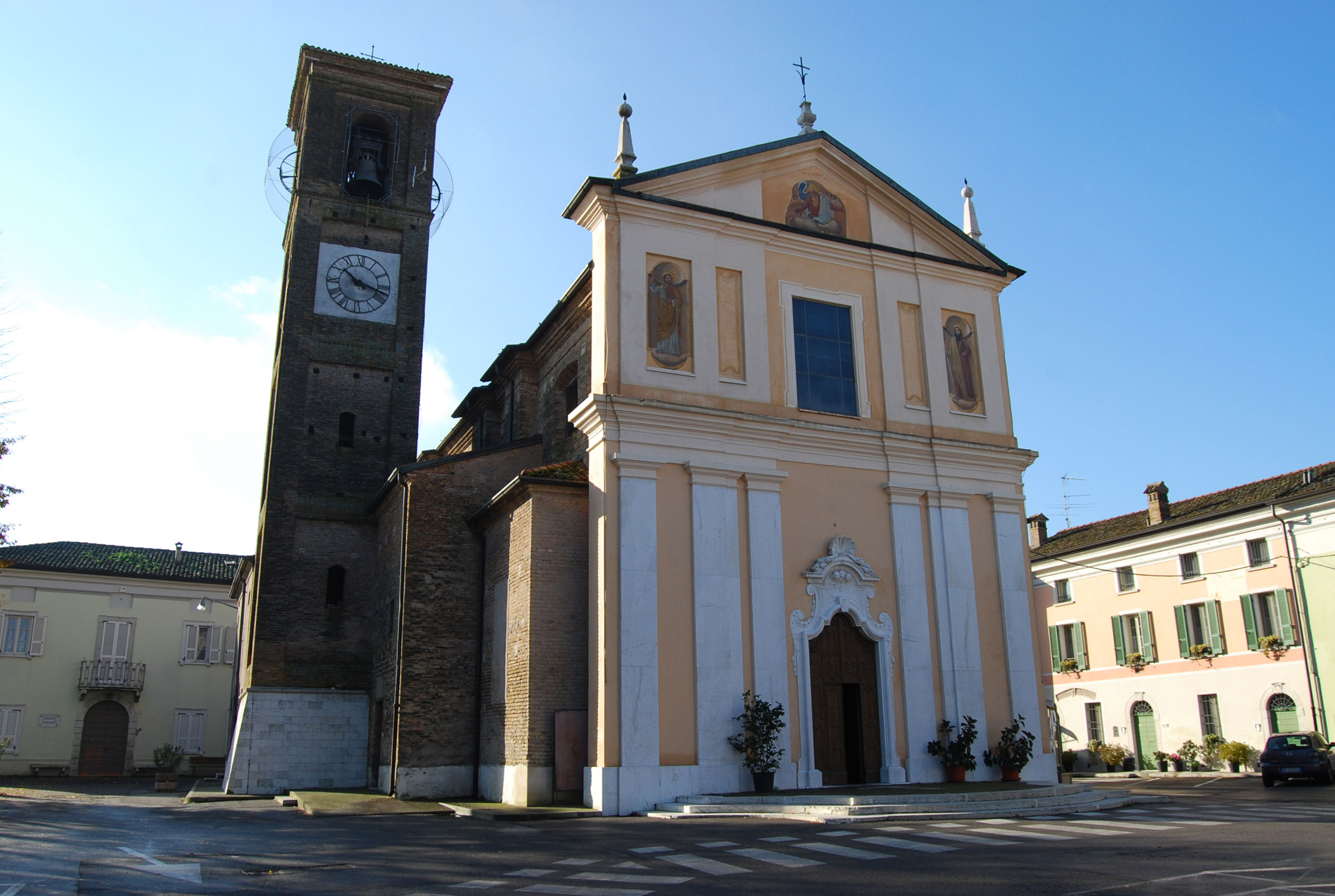
Kirche in Visano

## Geographie, Verkehr
Die Gemeinde liegt etwa 22 Kilometer südsüdöstlich von Brescia. Der Chiese bildet die östliche Gemeindegrenze. Das Gemeindegebiet umfasst eine Fläche von 11,22 km². Der Ort liegt auf einer Höhe von 60 Metern über dem Meer. Die Nachbargemeinden sind Acquafredda, Calvisano, Isorella und Remedello.
Der Bahnhof von Visano liegt an der Bahnstrecke Parma–Brescia.